# Hořec křížatý
Hořec křížatý (Gentiana cruciata) je 15 až 50 cm vysoká vytrvalá bylina (15–45 cm). Má rýhovanou hustě olistěnou lodyhu s tuhými kopinatými listy, které při pohledu shora utvářejí kříž – odtud název „křížový“ či „křížatý“. Modré čtyřčetné oboupohlavné květy zvonkovitého tvaru vyrůstají po několika v úžlabích listů a na vrcholku lodyhy. Kvete od července do října. (v červenci až srpnu). Plodem je tobolka.

## Výskyt
Obvykle se vyskytuje na suchých loukách, málo využívaných pastvinách a stráních, vyhovují mu zásaditější vápenaté půdy. Je rozšířen v oblasti od nížin do podhůří, v horách se vyskytuje jen vzácně.

## Ohrožení aochrana
V Česku patří mezi silně ohrožené druhy, je řazen do kategorie C2, na Slovensku pak jako potenciálně ohrožený do kategorie NT.

## Využití
Hořec křížatý se v minulosti využíval jako léčivá rostlina, používal se jak v humánní medicíně, tak při léčení dobytka. V současnosti je jeho sběr zakázán.

## Další názvy asynonyma
- Tretorhiza cruciata (L.) Delarbre
- Ericoila cruciata Borkh.
- Hippion cruciatum F. W. Schmidt
- Gentianusa cruciata Pohl
- Pneumonanthe cruciata (L.) Zuev
- prostřelenec křížový (Presl 1819, Presl 1846, Opiz 1852)
- prostřelenec křížatý (Dostál 1989)
- hořec menší
- střílové koření (Huber 1596)
- prostřelené koření (Sloboda 1852)
- prostřelenec (Čelakovský 1879)

## Fotogalerie

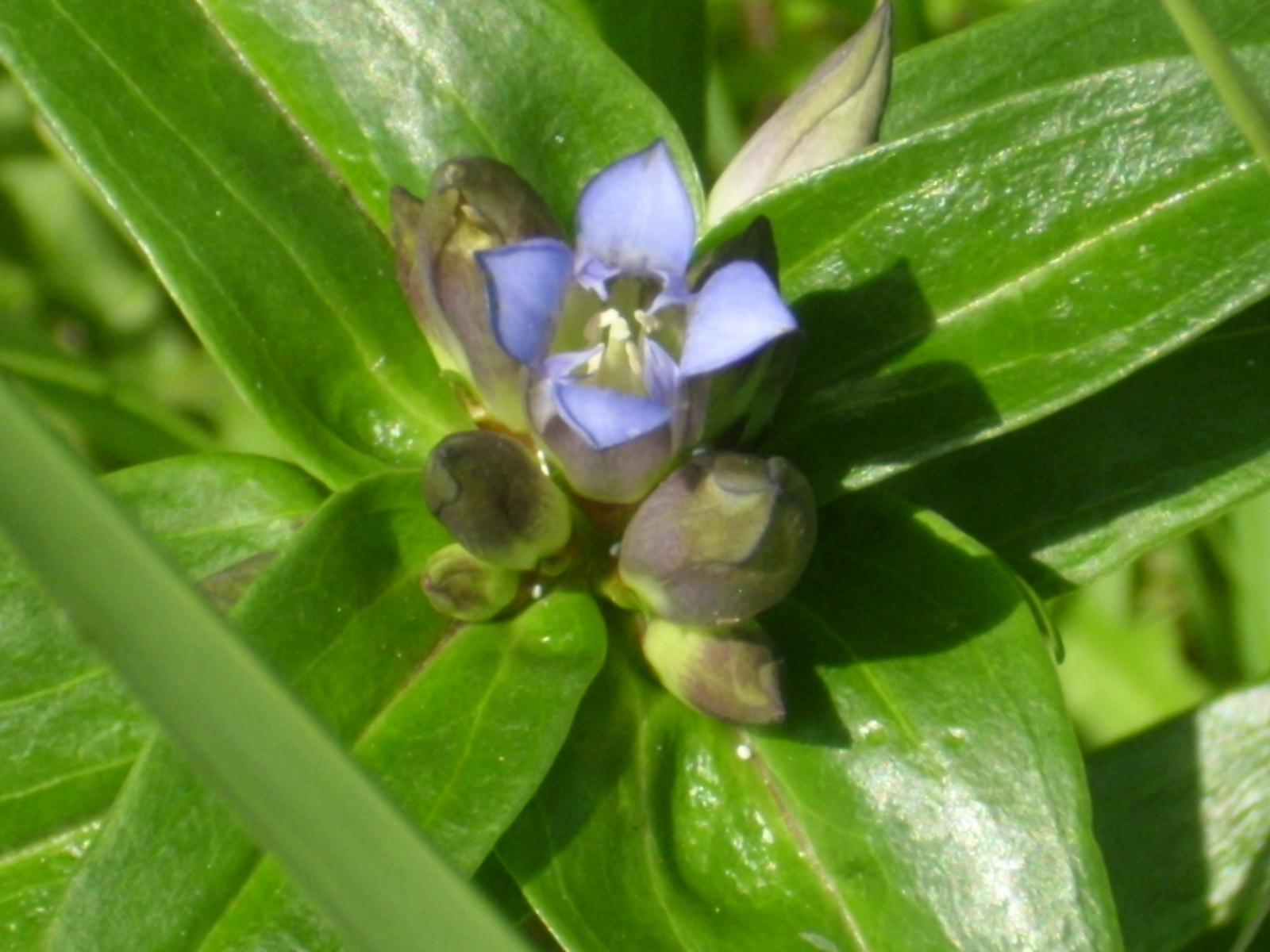
Čtyřčetný květ
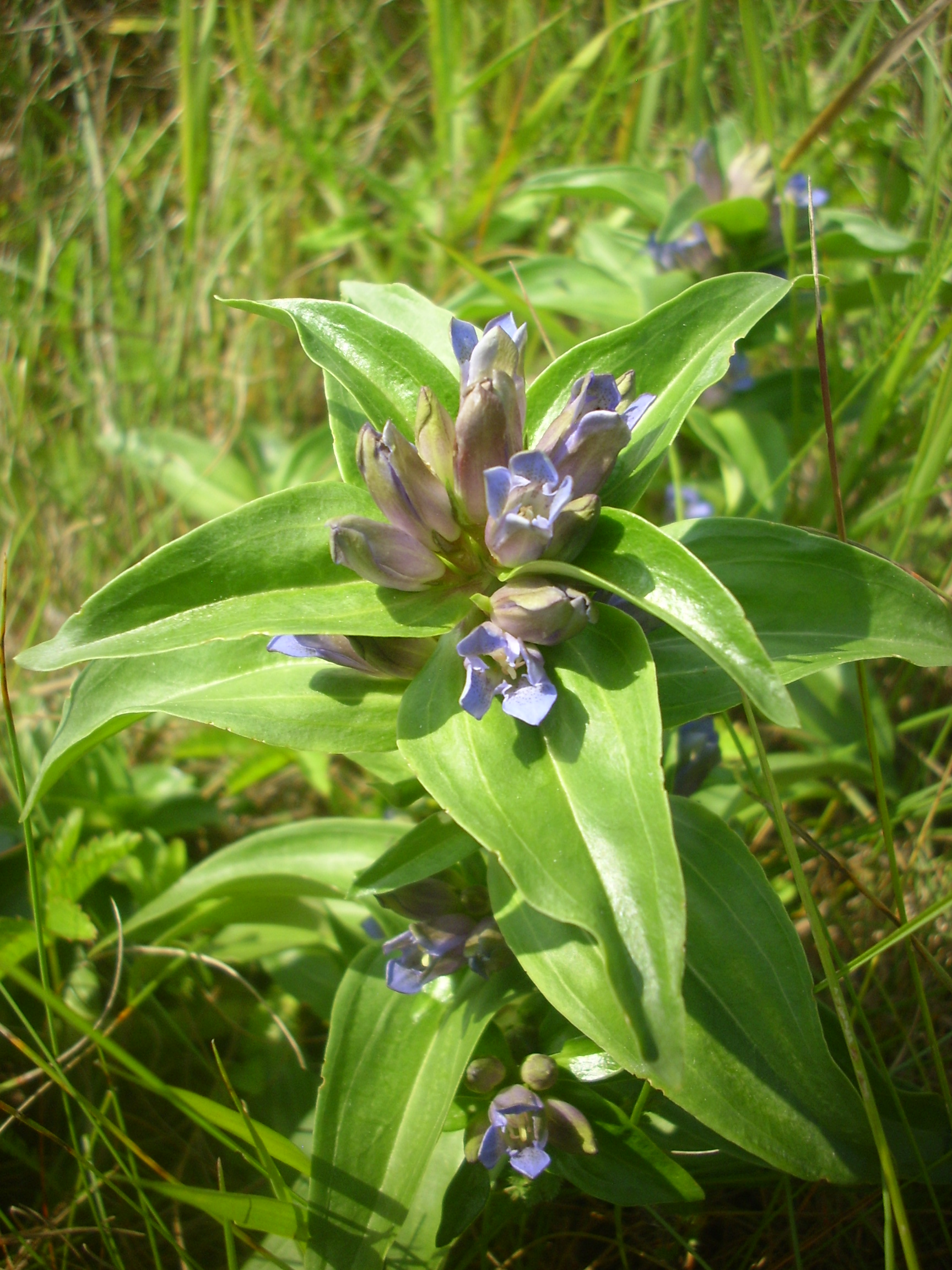
Hořec křížatý